# Municipio de Acayucan
El municipio de Acayucan es uno de los 212 municipios en que se encuentra dividido el estado mexicano de Veracruz. Ubicado al sureste del mismo, su cabecera es la ciudad de Acayucan.

## Geografía
El municipio se encuentra localizado en el sureste del estado de Veracruz, en la Región Olmeca. Tiene una extensión territorial de 657.791 kilómetros cuadrados que equivalen al 0.92 % de la extensión total del estado. Sus coordenadas geográficas extremas son 17°54′ - 18°9′ de latitud norte y 94°51′ - 95°15′ de longitud oeste, y su altitud va de un mínimo de 10 a un máximo de 300 metros sobre el nivel del mar.
El municipio de Acayucan tiene límites al norte con el municipio de Hueyapan de Ocampo, al noreste con el municipio de Soteapan, al este con el municipio de Soconusco y el municipio de Oluta, al sur con el municipio de Sayula de Alemán y el municipio de San Juan Evangelista y al oeste con el municipio de Juan Rodríguez Clara.

## Demografía
De acuerdo a los resultados del Censo de Población y Vivienda de 2020 realizado por el Instituto Nacional de Estadística y Geografía, la población total del municipio de Acayucan asciende a 80 815 personas, de las que 42 298 son mujeres y 38 517 son hombres.
La densidad poblacional es de 127.42 habitantes por kilómetro cuadrado.

### Localidades
El municipio incluye en su territorio un total de 441 localidades. Las principales, considerando su población del censo de 2020 son:
| Localidad              | Población |
| Total Municipio        | 80 815    |
| Acayucan               | 48 567    |
| Dehesa                 | 3 438     |
| Corral Nuevo           | 3 352     |
| Congregación Hidalgo   | 1 456     |
| Quiamoloapan           | 1 430     |
| Ixhuapan               | 1 273     |
| Comején                | 1 271     |
| Cirilo Vázquez Lagunes | 1 236     |
| Colonia Hidalgo        | 1 199     |

## Política

### Representación legislativa
Para la elección de diputados locales al Congreso de Veracruz y de diputados federales a la Cámara de Diputados federal, el municipio de Acayucan se encuentra integrado en los siguientes distritos electorales:
Local:
- Distrito electoral local de 27 de Veracruz con cabecera en Acayucan.[4]

Federal:
- Distrito electoral federal 17 de Veracruz con cabecera en Cosamaloapan.[5]

### Presidentes municipales
- Eladio Baeza            (1942-1943)
- Atilano Culebro Hipólito (1943-on-3-1946)
- Rubén B. Domínguez Dodero (1946-1949)
- Tomás Mortera Miravet (1949-1954)
- Manuel López Guillén   (1954-1956)
- Abraham Lajud Hipólito (1956-1958)
- Octavio Pavón Bremont (1958-1961)
- Tomás Mortera Miravet (1961-1964)
- Abelardo Vidaña Revuelta (1964-1967)
- Ramiro Leal Domínguez (1967-1970)
- Benito Jara Martínez  (1970-1973)
- Jonás Bibiano Landero (1973-1976) PRA[6]
- Rosalino Guillén Tapia (1976-1979)
- Vicente Obregón Velard (1979-1982)
- Lino Lara Prieto (1982), concluye el período de Vicente Obregón, quien fuera asesinado ese mismo año.
- Ramón Roca Mortero (1982-1985)
- David Dávila Domínguez (1985-1988)
- Calixto Patraca Ramón (1988-1991) PRI
- Maximiano Figueroa Guillén (1991-1994) PRI
- J. Radamés Trejo González (1994-1997) PRD
- Cesareo Ortiz Peñaloza (1997-2000) PRI
- Joel Alarcón Huesca (2000-2004) COAL
- Fabiola Vázquez Saut (2004-2007) PAN
- Regina Vázquez Saut (2007-2010) PRI
- Fabiola Vázquez Saut (2010-2013) PRI[7]
- Marcos Antonio Martines Amador (2013-2017) AVE
- Cuitláhuac Condado Escamilla (2018-2021) PAN-PRD[8]
- Rosalba Rodríguez Rodríguez (2022-2025) PRI-PAN-PRD